# 上野貢生
上野 貢生（うえの こうせい）は、日本の化学者で、北海道大学大学院理学研究院・大学院理学院・理学部化学部門の教授。
専門は分析化学。制御されたナノ構造体の光物性と分析化学研究への展開（新しい化学計測法の開発）で著名な業績を上げる。

## 学歴と職歴
- 1999年 北海道大学理学部化学科 卒業
- 2001年 北海道大学大学院理学研究科化学専攻 博士前期課程修了
- 2001年 日本学術振興会特別研究員（DC1）
- 2004年 北海道大学大学院理学研究科化学専攻 博士後期課程修了
- 2004年 日本学術振興会特別研究員（PD）
- 2006年 北海道大学電子科学研究所助手
- 2007年 北海道大学電子科学研究所助教
- 2007年 JSTさきがけ研究員兼任（6年半）
- 2008年 北海道大学電子科学研究所特任准教授
- 2009年 北海道大学電子科学研究所准教授
- 2012年 分子科学研究所客員准教授兼任（2年）
- 2019年- 現職